# Mascha
Mascha (auch Masha) (russ. Маша) ist ein weiblicher Vorname.

## Herkunft und Bedeutung
Im Russischen ist Mascha eine Kurzform von Maria.

## Namensträgerinnen
Mascha
- Mascha Ballhaus (* 2000), deutsche Judoka
- Mascha Bruskina (1924–1941, hingerichtet), sowjetische Partisanin im Deutsch-Sowjetischen Krieg
- Mascha Corman (* 1988), deutsche Jazzsängerin und Komponistin
- Mascha Dabić (* 1981 in Sarajevo), auf Deutsch schreibende Autorin, Übersetzerin und Dolmetscherin
- Mascha Gohlke (* 1976), deutsche Schauspielerin
- Mascha Gonska (* 1952), ehemalige polnisch-deutsche Filmschauspielerin
- Mascha Kaléko (1907–1975), deutsche Dichterin
- Mascha Madörin (* 1946), Schweizer Ökonomin, Expertin für die Ökonomie der Care-Arbeit
- Mascha Müller (* 1984), deutsche Film- und Theaterschauspielerin sowie Regisseurin
- Mascha Rabben (* 1949), deutsche Schauspielerin
- Mascha Riepl-Schmidt (* 1942), deutsche Literaturwissenschaftlerin und Autorin von Texten zur Frauengeschichte
- Mascha Rolnikaitė (1927–2016), litauische Buchautorin und Holocaust-Überlebende
- Mascha Santschi Kallay (* 1980), Schweizer Juristin und Rechtsanwältin
- Mascha Schilinski (* 1984), deutsche Filmregisseurin und Drehbuchautorin
- Mascha Vassena (* 1970), deutsche Schriftstellerin

Zweitname
- Elke Mascha Blankenburg (1943–2013), deutsche Kirchenmusikerin

Masha
- Masha Bijlsma (* 1971), niederländische Jazzsängerin
- Masha Dimitrieva (* 1966), russischstämmige deutsche Pianistin
- Masha Gessen (* 1967), russische Schriftstellerin
- Masha Khotimski (* 1980), ukrainische Filmkomponistin
- Masha Dashkina Maddux (* 1986), ukrainische Tänzerin und Tanzpädagogin
- Masha Mashkova (* 1985), russisch-amerikanische Schauspielerin
- Masha Qrella (* 1975), deutsche Sängerin und Songwriterin
- Masha Shubina (* 1979), ukrainische Künstlerin
- Masha Tokareva (* 1981), deutsch-russische Schauspielerin

## Familienname
- Lawrence Masha (* 1970), tansanischer Politiker
- Stefan Mascha (* 1932), österreichischer Radrennfahrer
- Tumisho Masha (* 1975), südafrikanischer Theater- und Filmschauspieler, Filmproduzent und Synchronsprecher

## Tiere
- Mascha (Braunbär) ist Maskottchen und Wappentier der russischen Stadt Jaroslawl

## Zeichentrickserie
- Mascha und der Bär, russische Zeichentrickserie